# Ferdinand Brändli
Ferdinand Brändli (Münchenstein, 15 januari 1828 - Aussersihl, 3 september 1878), was een Zwitsers politicus.
Ferdinad Brändli volgde onderwijs en was nadien privésecretaris van de districtsstadhouder van Meilen. Van 1854 tot 1866 was hij boekhouder bij de Spaarbank Männedorf en van 1854 tot 1863 was hij districtsrechter. Van 1856 tot 1866 was hij handelsagent.
Ferdinand Brändli deed in 1861 zijn intrede in de politiek. Van 1861 tot 1863 was hij Gemeindeammann en van 1865 tot 1869 districtsstadhouder van Meilen. In 1866 werd hij in de Kantonsraad van Zürich, het parlement van het kanton Zürich gekozen. In 1867 sloot hij zich aan bij de Democratische Partij (DP) van het kanton Zürich. De DP was fel gekant tegen het door Alfred Escher geïntroduceerde System Escher ("Systeem Escher"), dat de macht concentreerde in handen van een kleine elite. In 1868 trad Brändli toe tot de grondwetgevende vergadering (35er-Kommission) die tot opdracht had een nieuwe, democratisch georiënteerde grondwet op te stellen voor het kanton Zürich. Van 1869 tot 1875 was hij lid van de Regeringsraad van het kanton Zürich.
Ferdinand Brändli werd in 1874 tot voorzitter van de Regeringsraad van Zürich (dat wil zeggen regeringsleider). Hij bleef dit gedurende een jaar. 
Ferdinand Brändli was van 1875 tot zijn dood in 1878 werkzaam als verzekeringsagent in Zürich en gelijktijdig lid van de Kantonsraad van Zürich.